# DART (鉄道車両)
DART（ダート）は、ポーランドの鉄道車両メーカーであるペサ（PESA）が開発・展開する電車ブランド。長距離列車向けの内装や性能を持つ車両で、2025年現在はPKPインターシティにED161形という形式名で在籍している。

## 概要
2014年5月、ペサはポーランド国鉄グループに属する鉄道事業者であるPKPインターシティとの間に、長距離輸送に適した電車を20編成導入する契約を交わした。これに合わせて製造が実施された車両が「DART」である。
編成長150 m級の8車体連接車で、各車体の中央には幅900 mmのプラグドアタイプの乗降扉が設置されている。設計に際してはヨーロッパの鉄道車両の安全規格として発効されたEN 15227に基づいた構造が採用されており、流線形状の前面部には衝突事故に備えてハニカム構造を取り入れた運転台前部のアルミブロックや緩衝器、運転台部分の跳ね上げを防ぐアモチージングスイーパーといった安全対策が施されている。連結器周辺に関しては製造当初カバーが付けられていたが、運用上の効率性を考慮した結果撤去されている。
車内は灰色を基調とした色彩で統一されており、ドイツのキール（Kiel）製の座席が用いられており、折り畳み式テーブルやフットレスト、新聞などを入れる事が可能なネットが備え付けられている。座席配置は2等車は2 + 2人掛け、1等車は2 + 1人掛けである。また、車内には食事を提供するバーエリアも存在するが、各座席へのケータリングサービスを重視したレイアウトが採用されている。床上高さは1,220 mmに統一されており、乗降扉には2段のステップや折り畳み式ステップが設けられている。また、リフトや車椅子スペース、バリアフリー対応トイレといったバリアフリー設備、大型の荷物棚、自転車置き場なども完備されている他、wi-fiや携帯電話の電波を増幅し通信環境の快適性が図られる装置も設けられている。照明は分散型LEDシステムが用いられている。
機器についてはPKPインターシティの要望に基づきペサが独自に開発した制御システムが搭載されている他、エネルギーの回収が可能な回生ブレーキが搭載されている。インバータを始めとした一部の機器は屋根上に搭載されており、騒音対策が図られている。

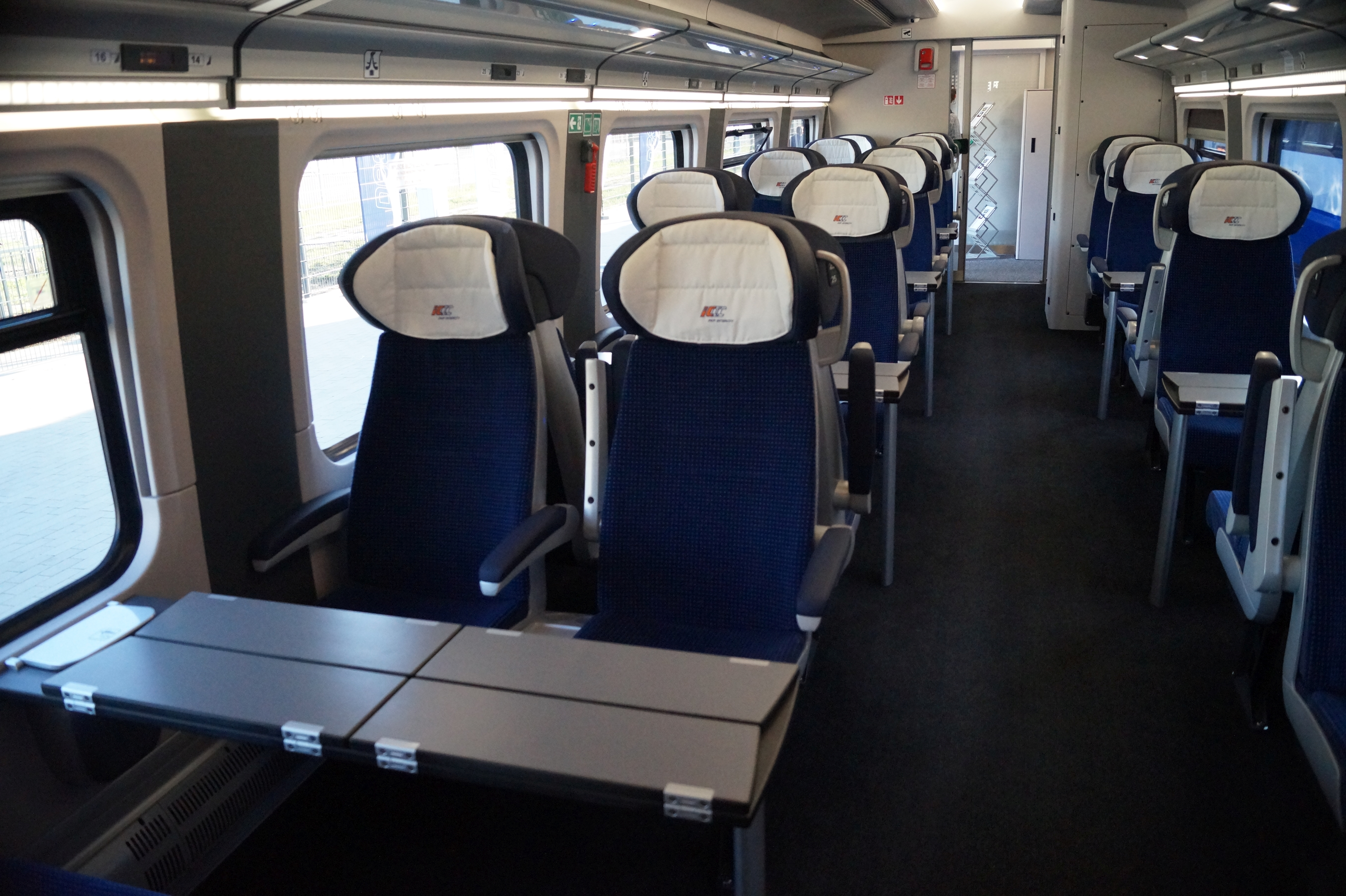
座席（1等車）
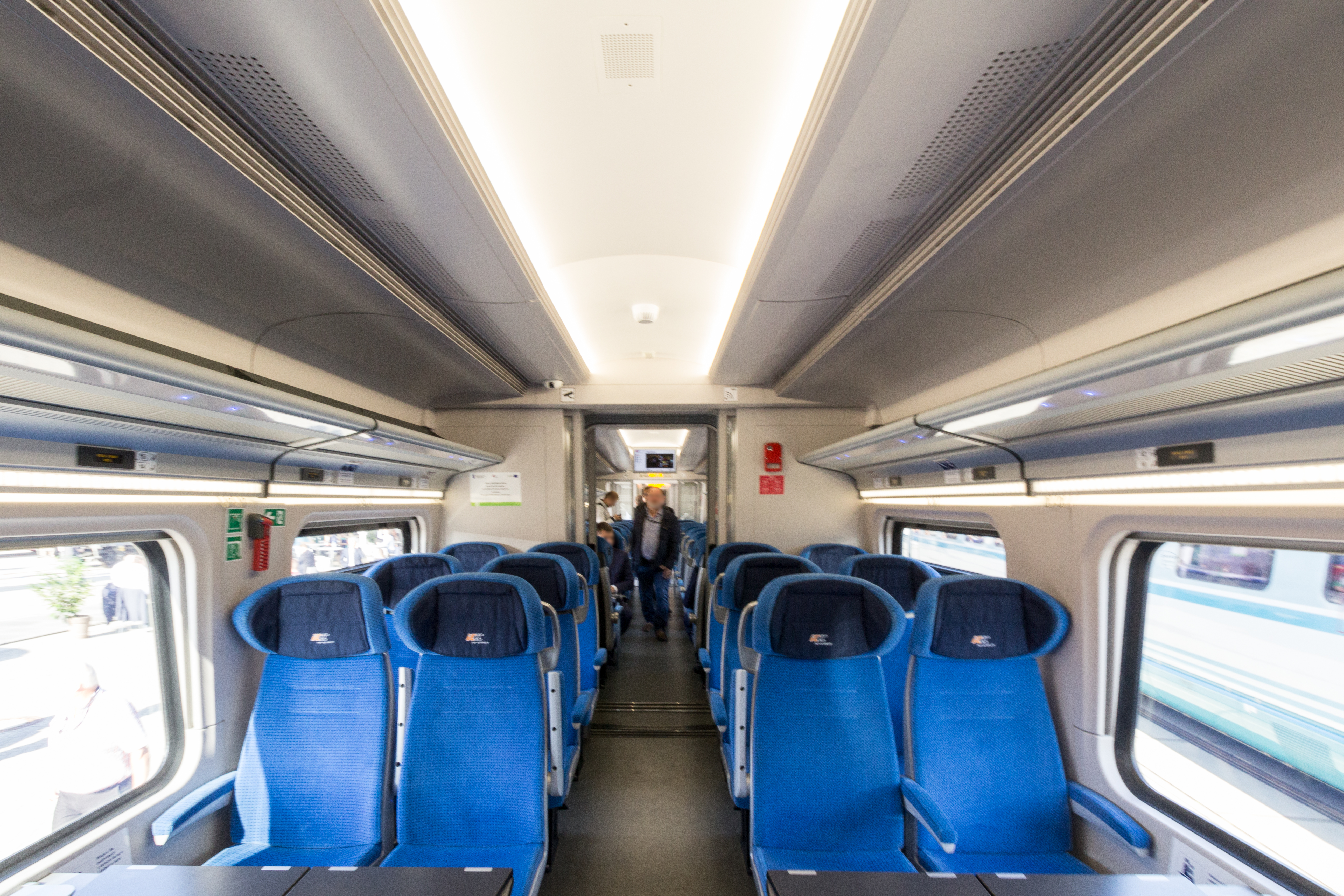
座席（2等車）
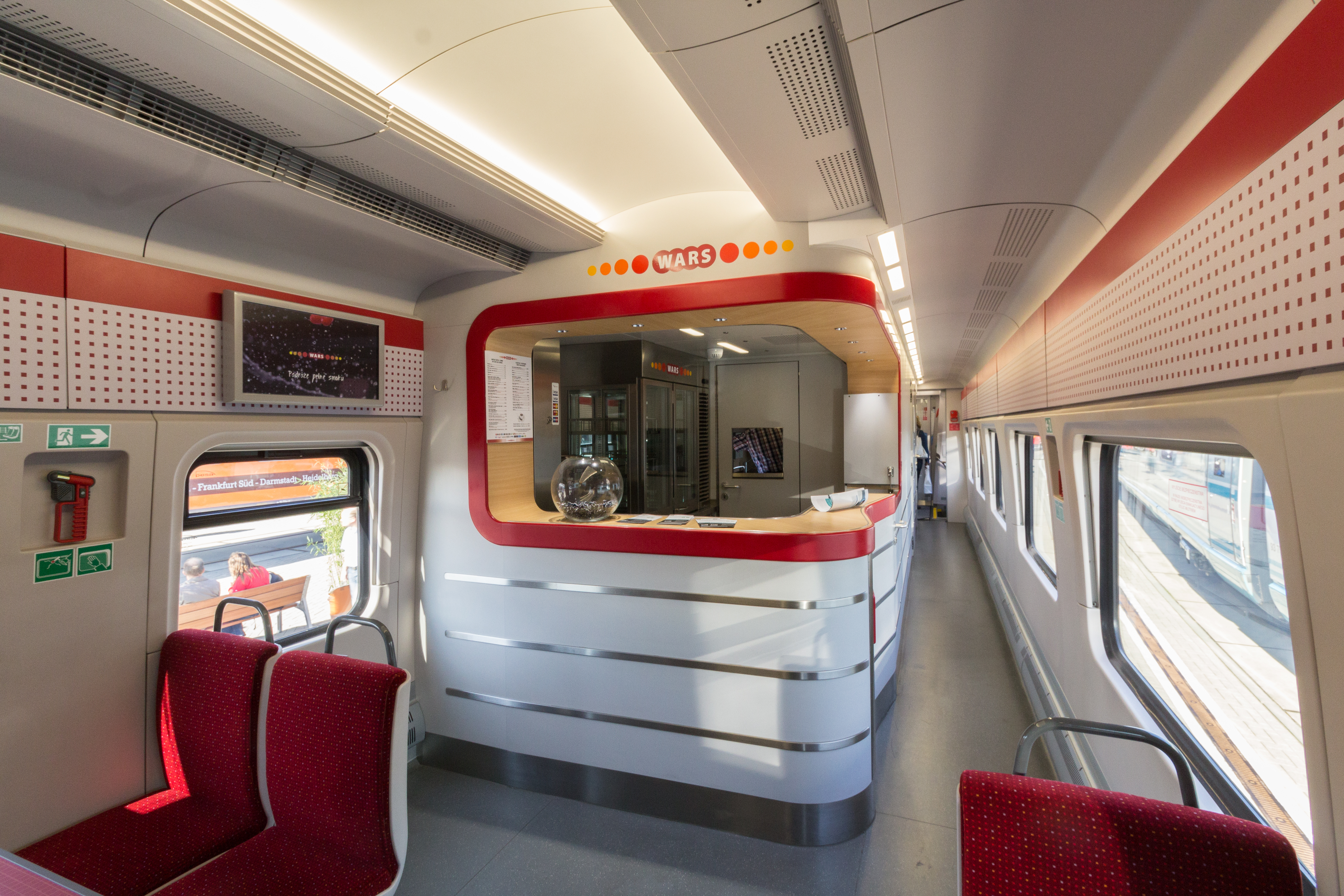
売店・バーエリア
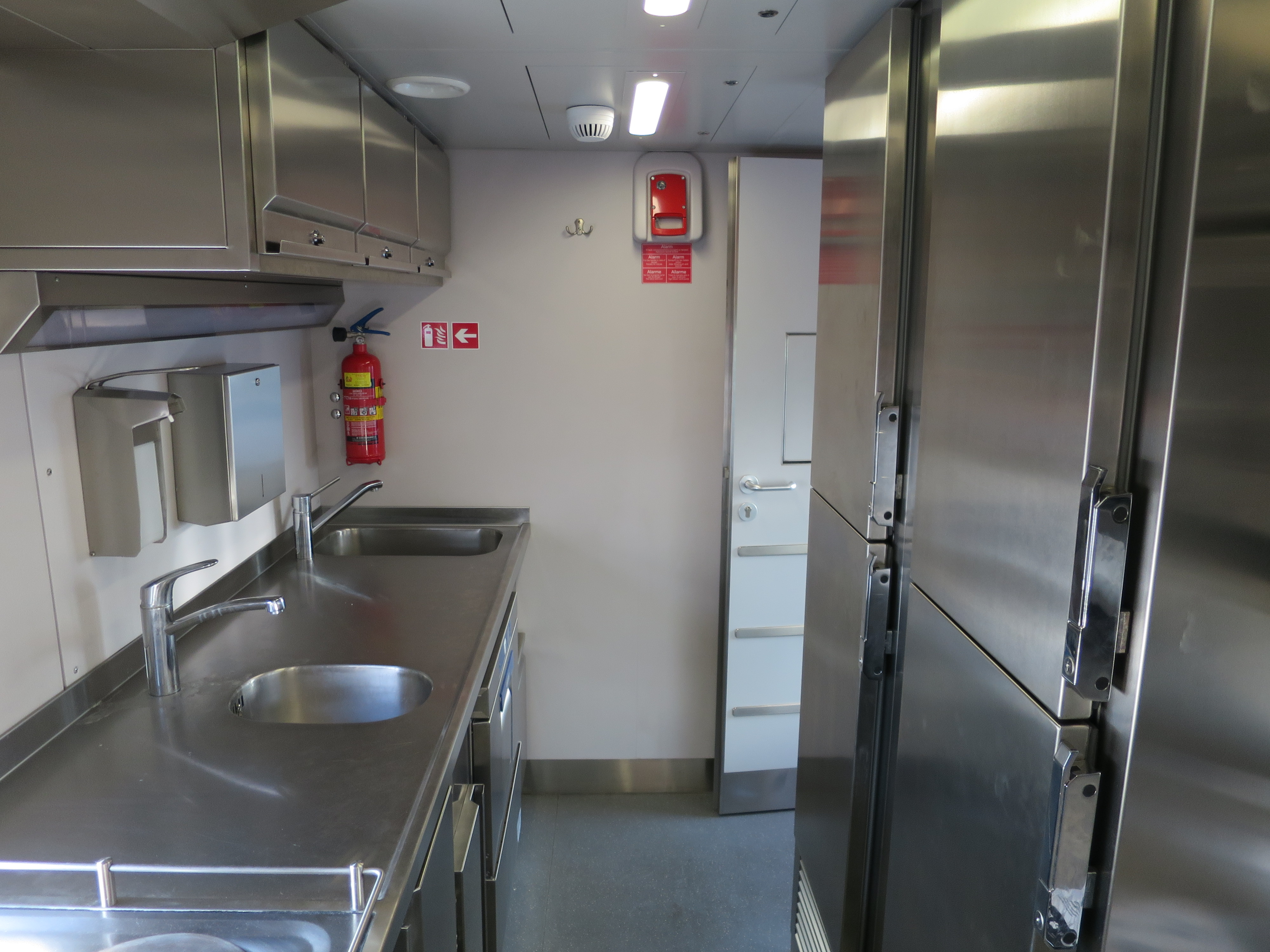
厨房
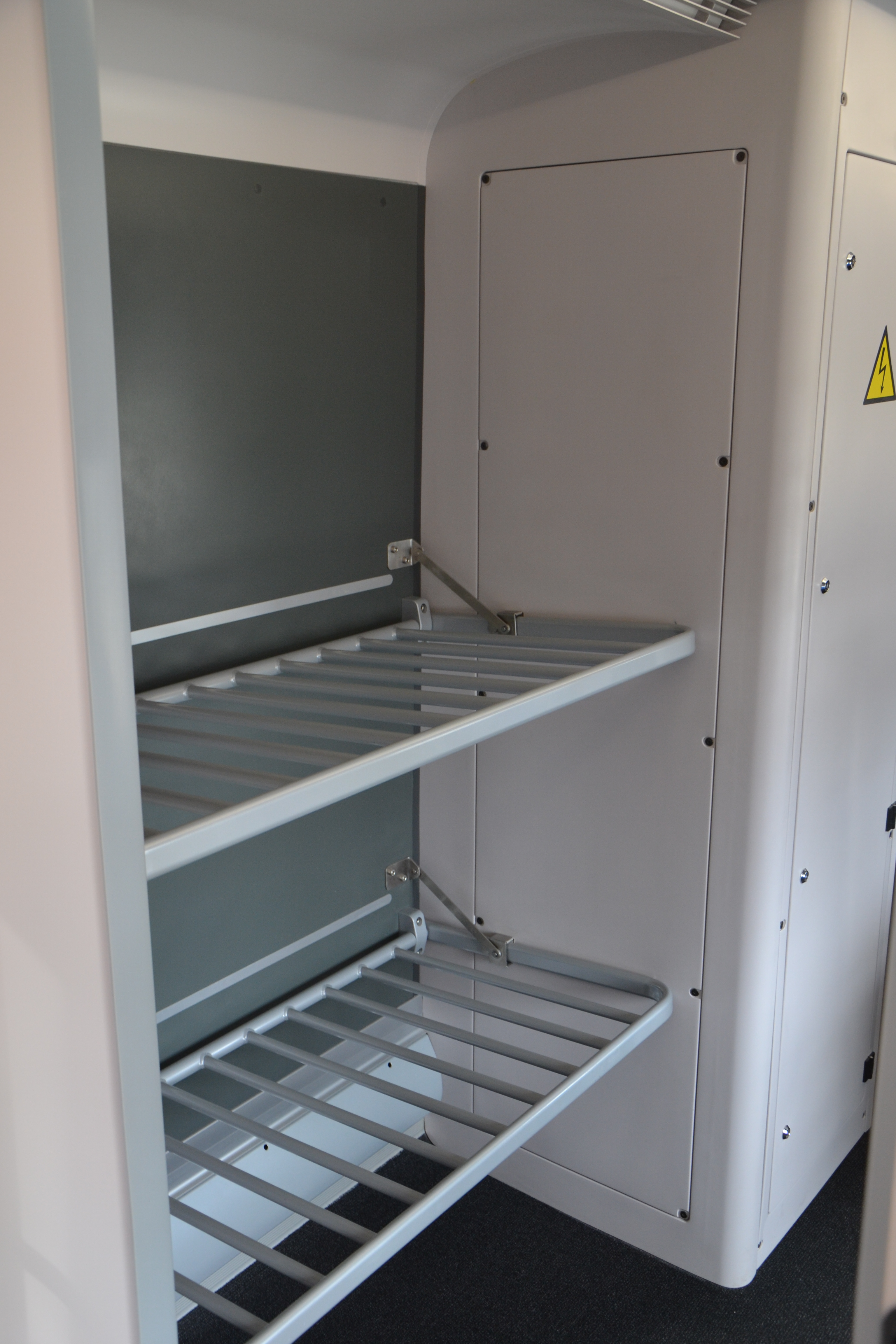
荷物棚
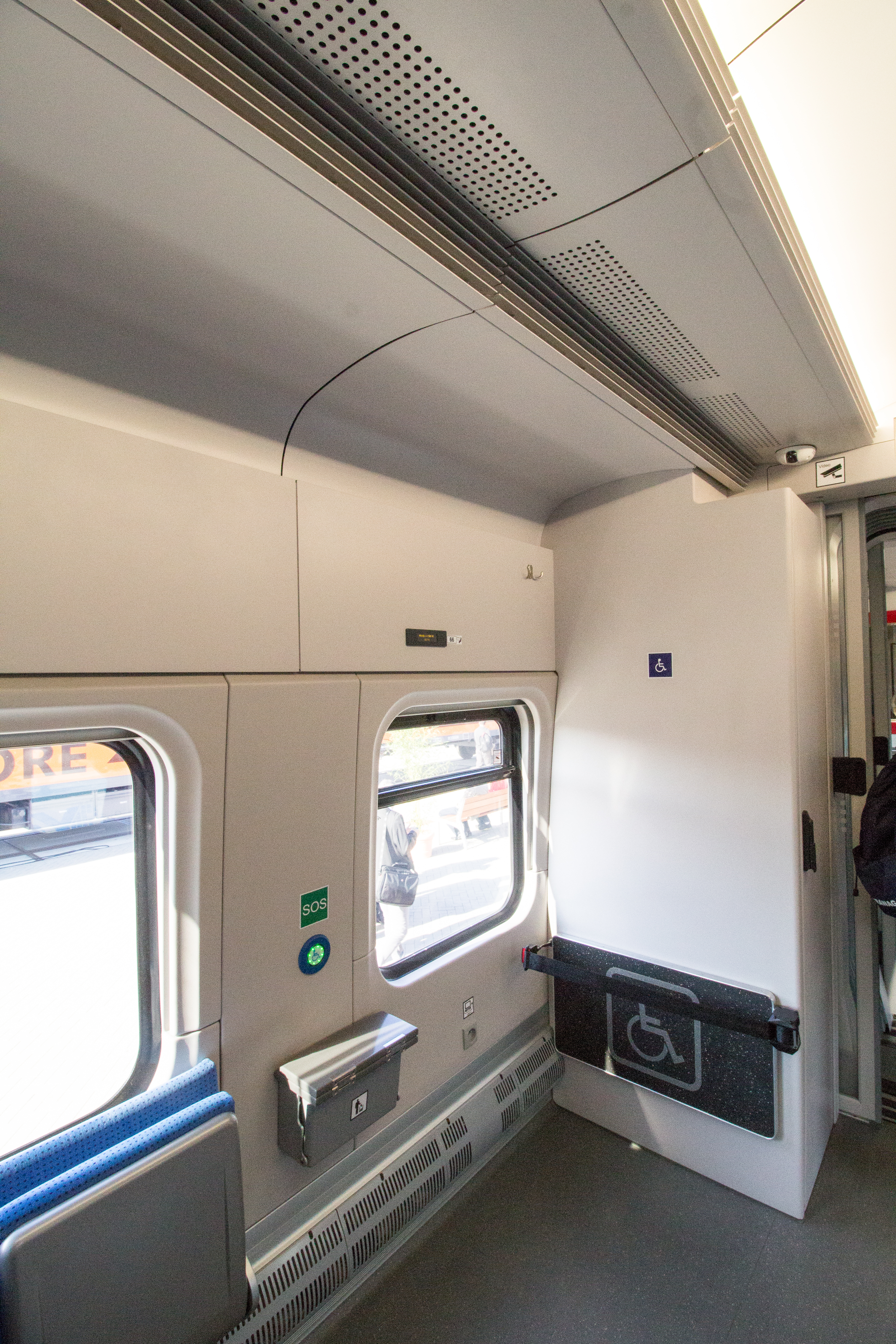
車椅子スペース
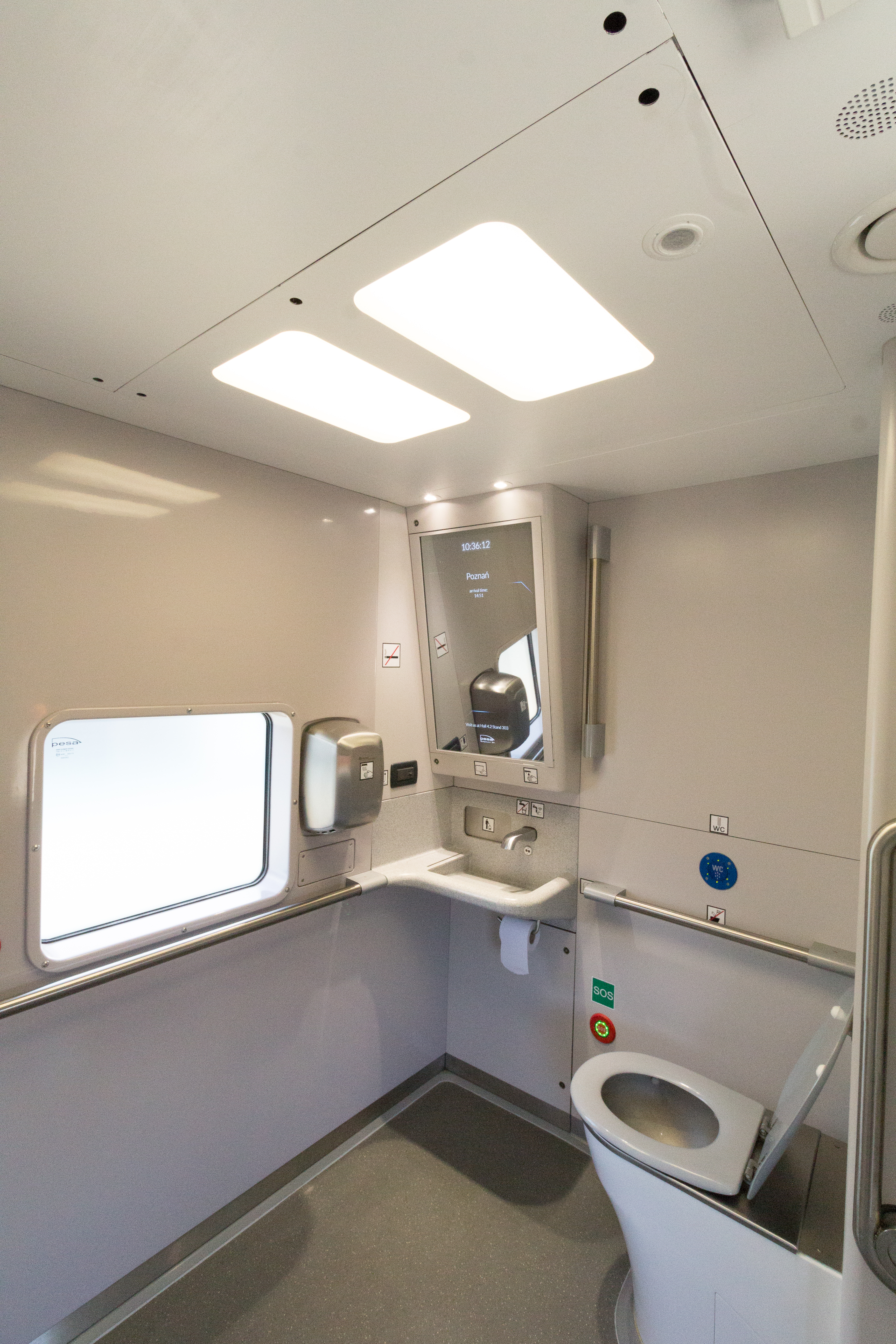
バリアフリー対応トイレ
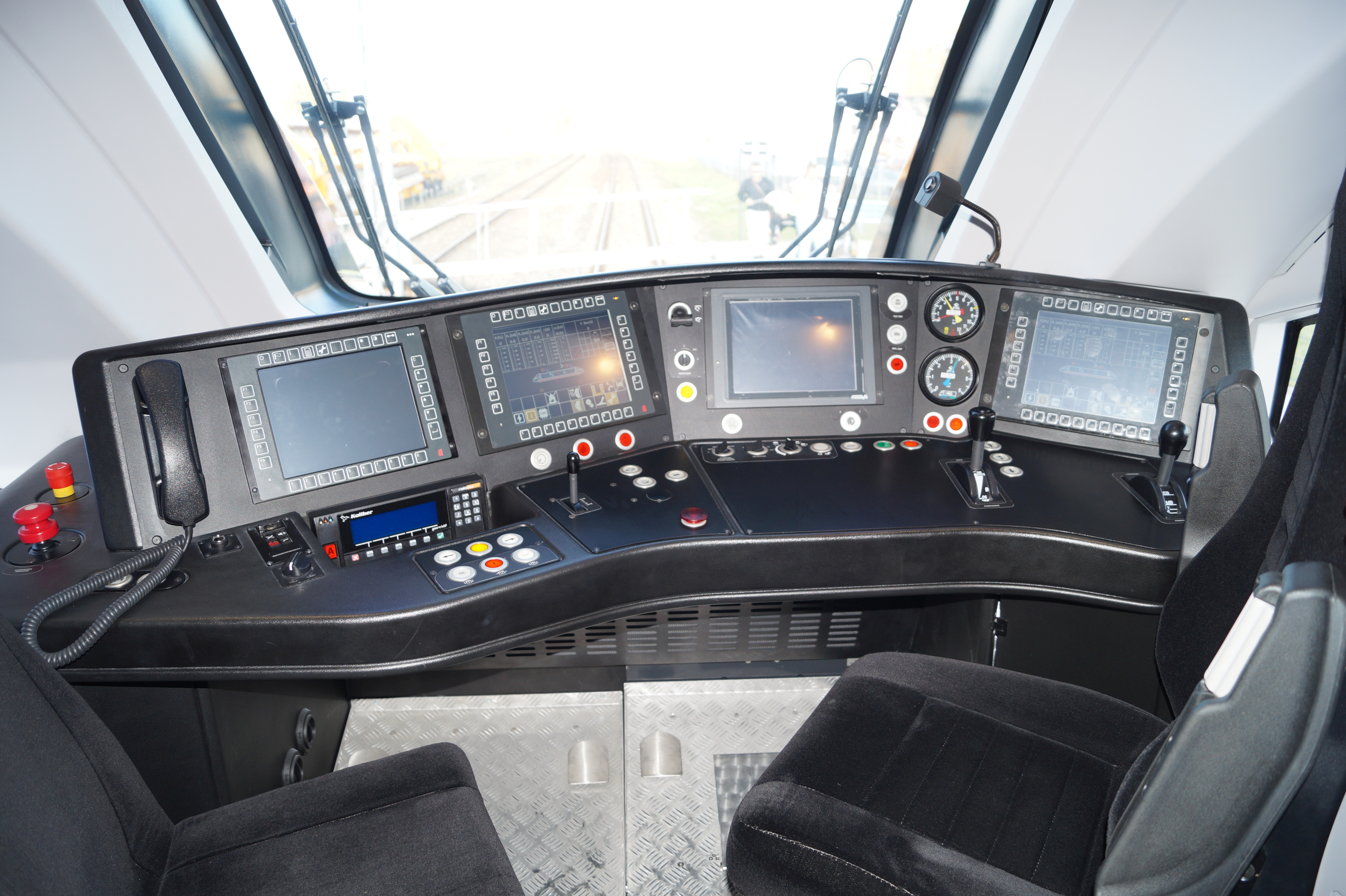
運転台
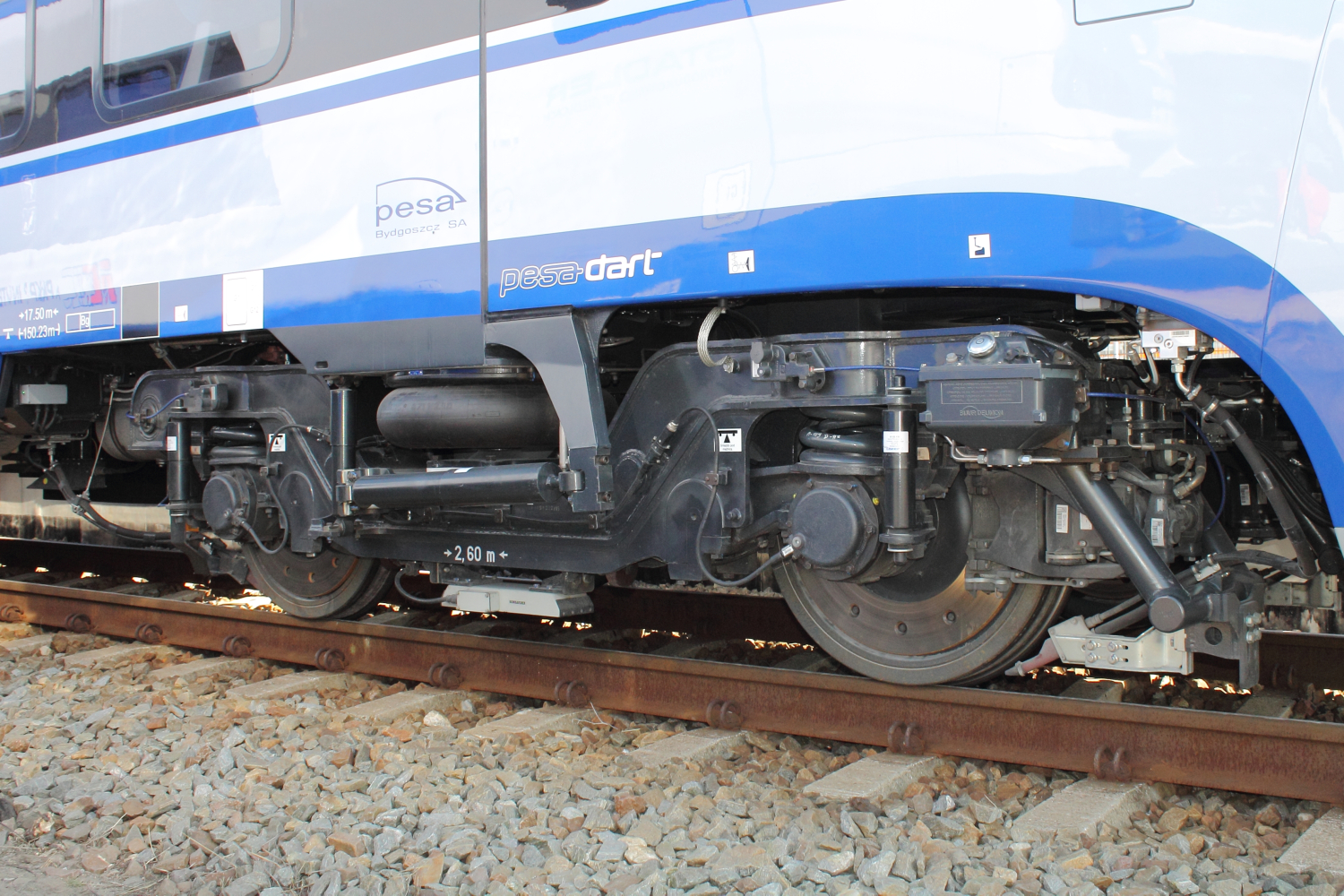
台車
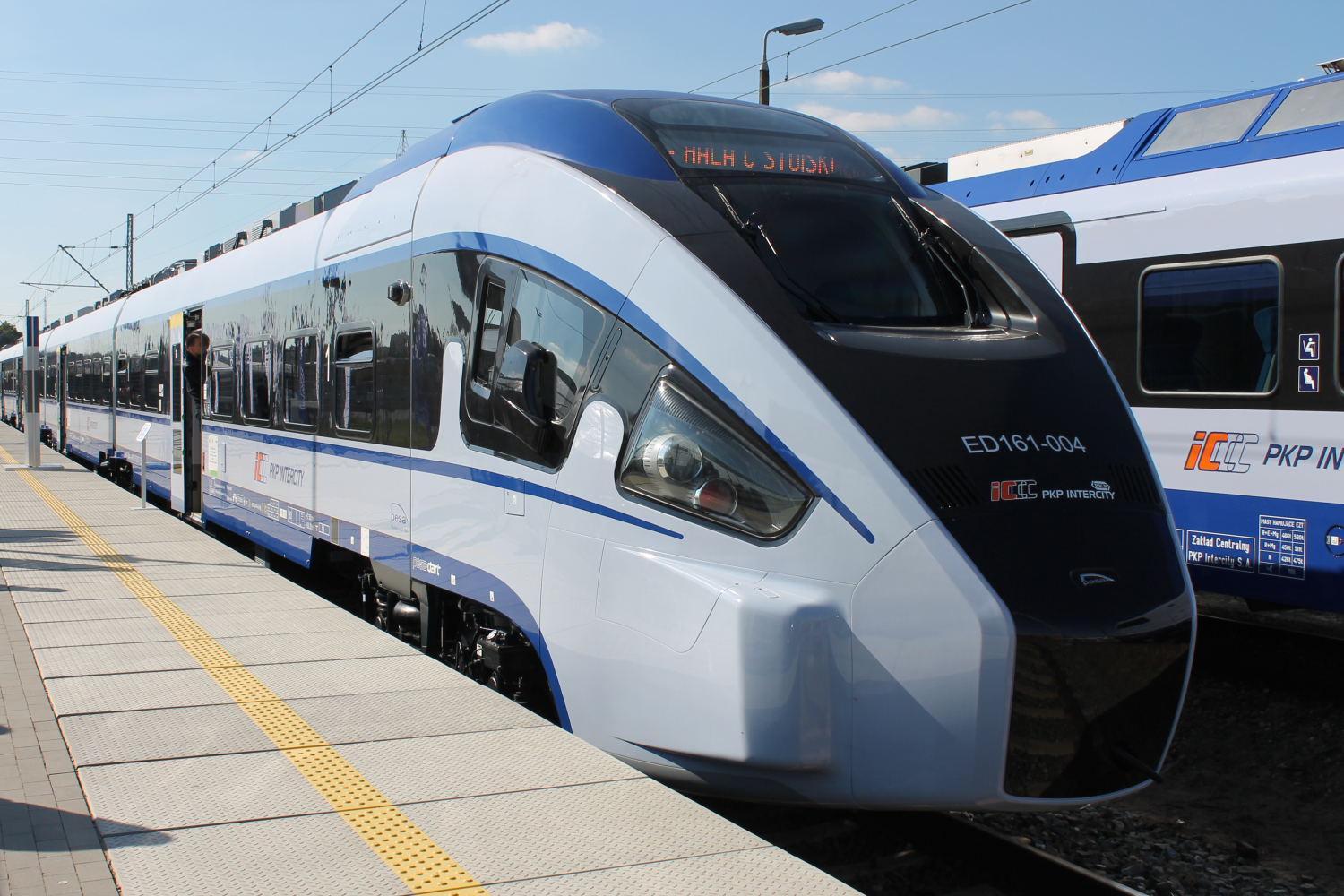
製造当初は連結器にカバーが設置されていた（2015年撮影）

## 運用
最初の編成は2015年5月に完成し、試運転が実施された。また、同年にポーランドで実施された鉄道見本市「トラコ（Trako）」でも展示が行われた。そして、同年12月からワルシャワ（ワルシャワ・サボドニア駅） - ルブリン（ルブリン中央駅）間で営業運転を開始した。その後、2016年3月までに発注分の20編成の納入が行われ、以降ポーランド各地の電化路線への投入が実施されている一方、当初の納入スケジュールから遅延が生じており、ペサはPKPインターシティに対して違約金を支払っている。
また、「DART」はデザイン性が高く評価され、2016年のiFデザイン賞を受賞している。

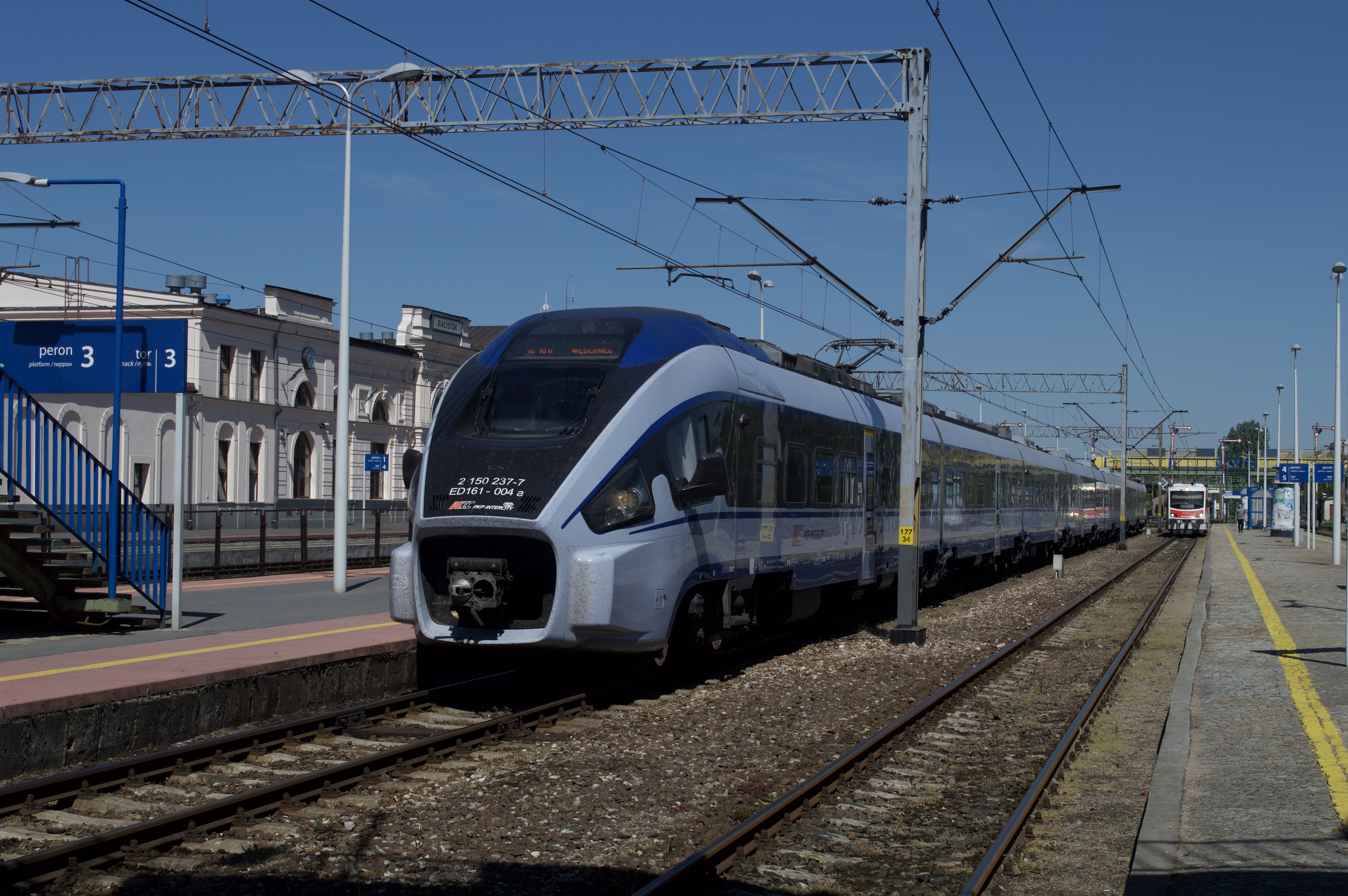
ED161-004（2018年撮影）
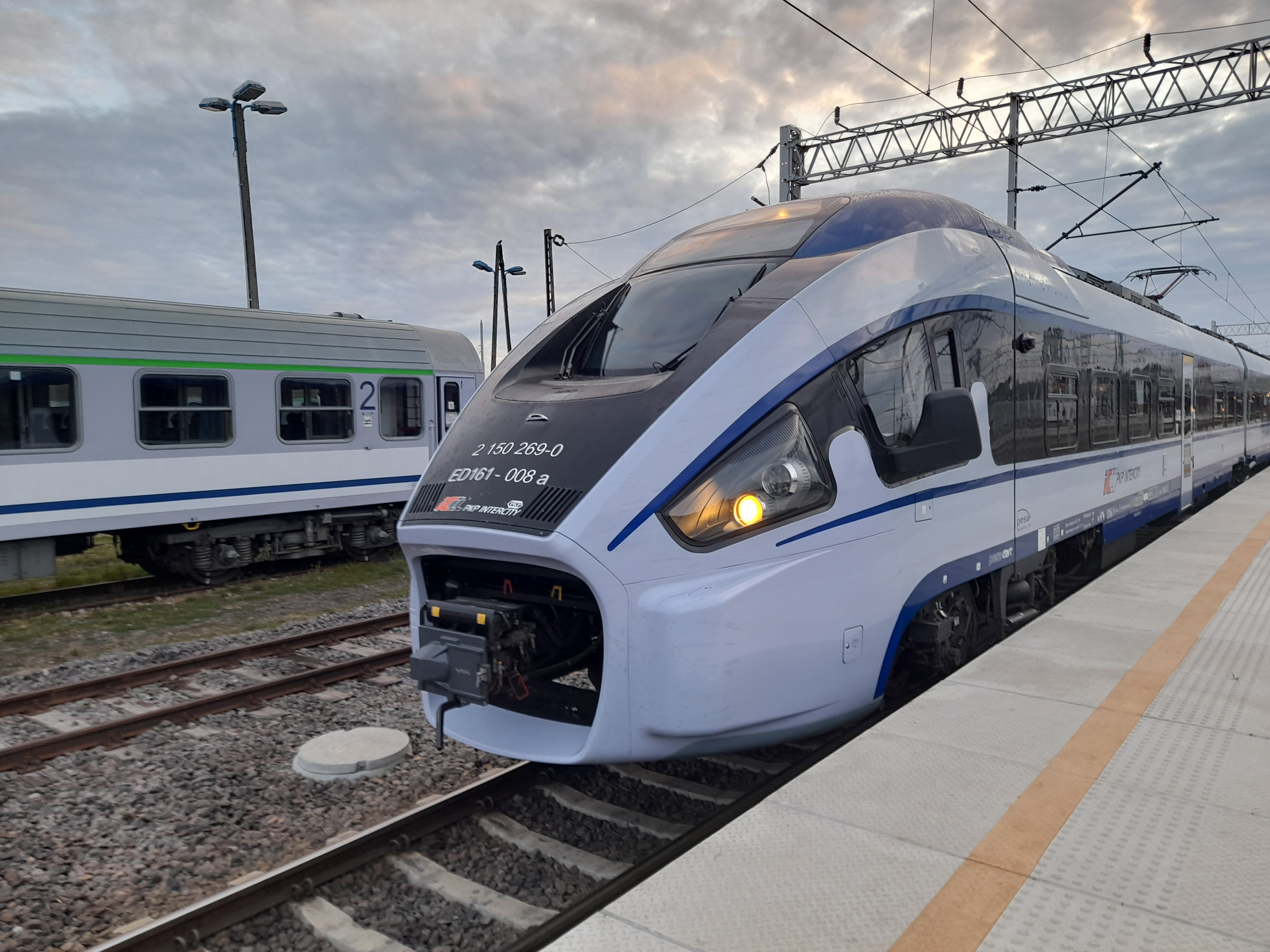
ED161-008（2022年撮影）
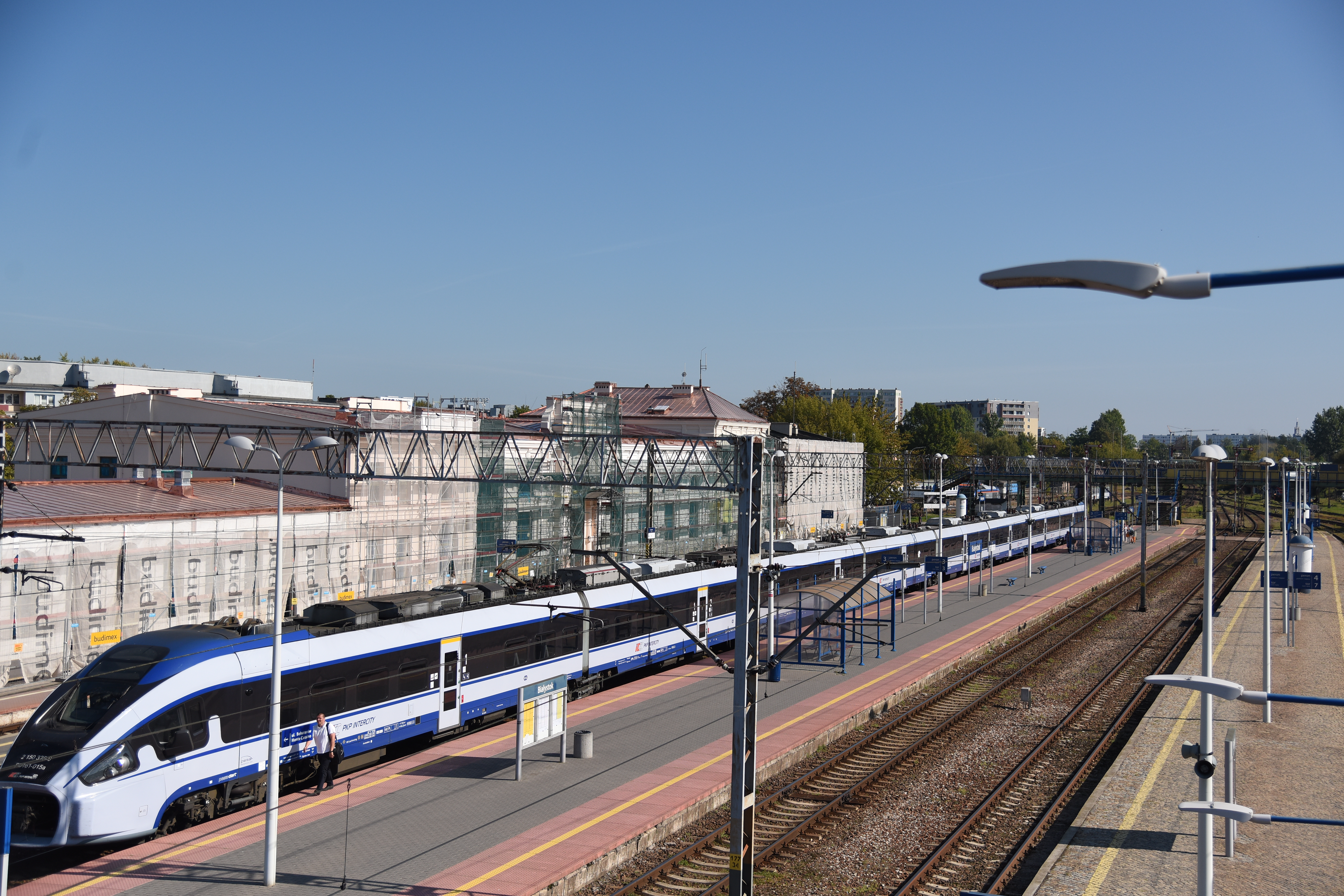
ED161-015（2019年撮影）
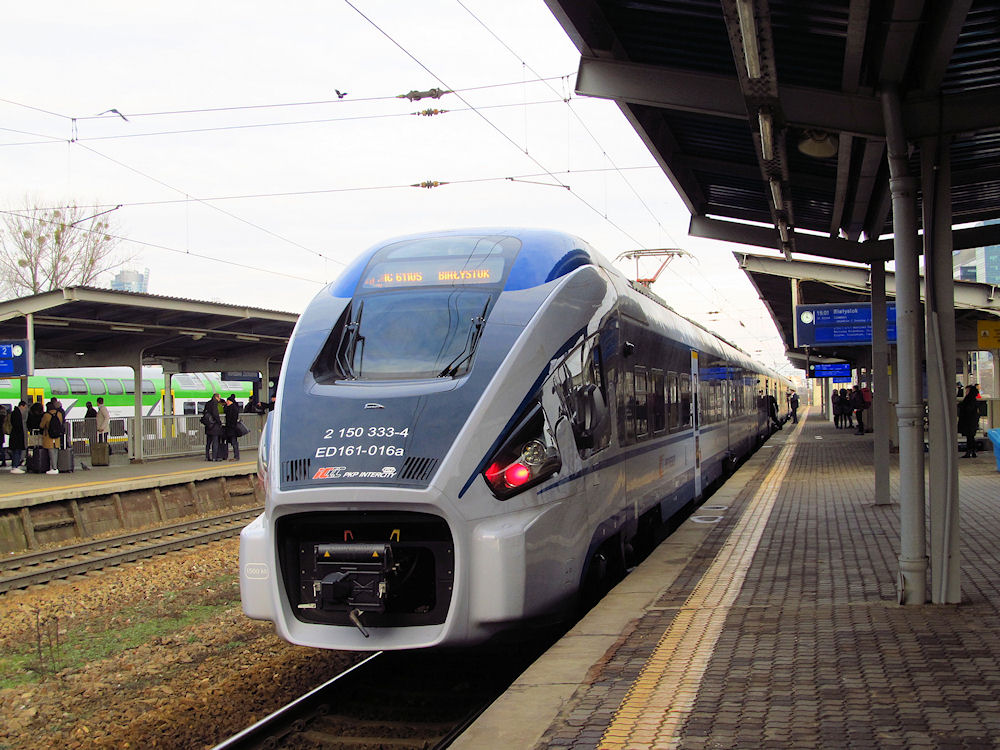
ED161-016（2016年撮影）
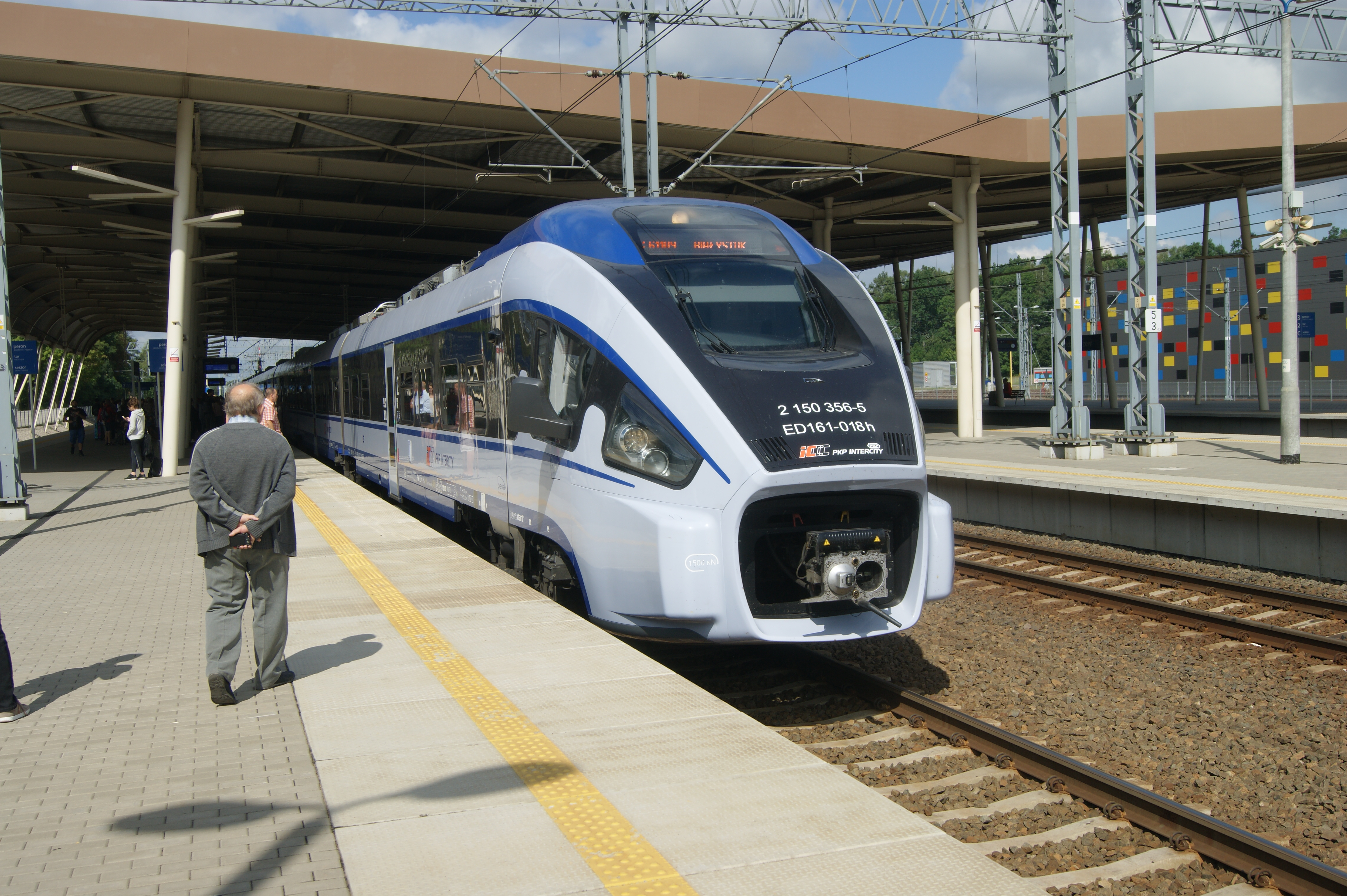
ED161-018（2017年撮影）

## 関連項目

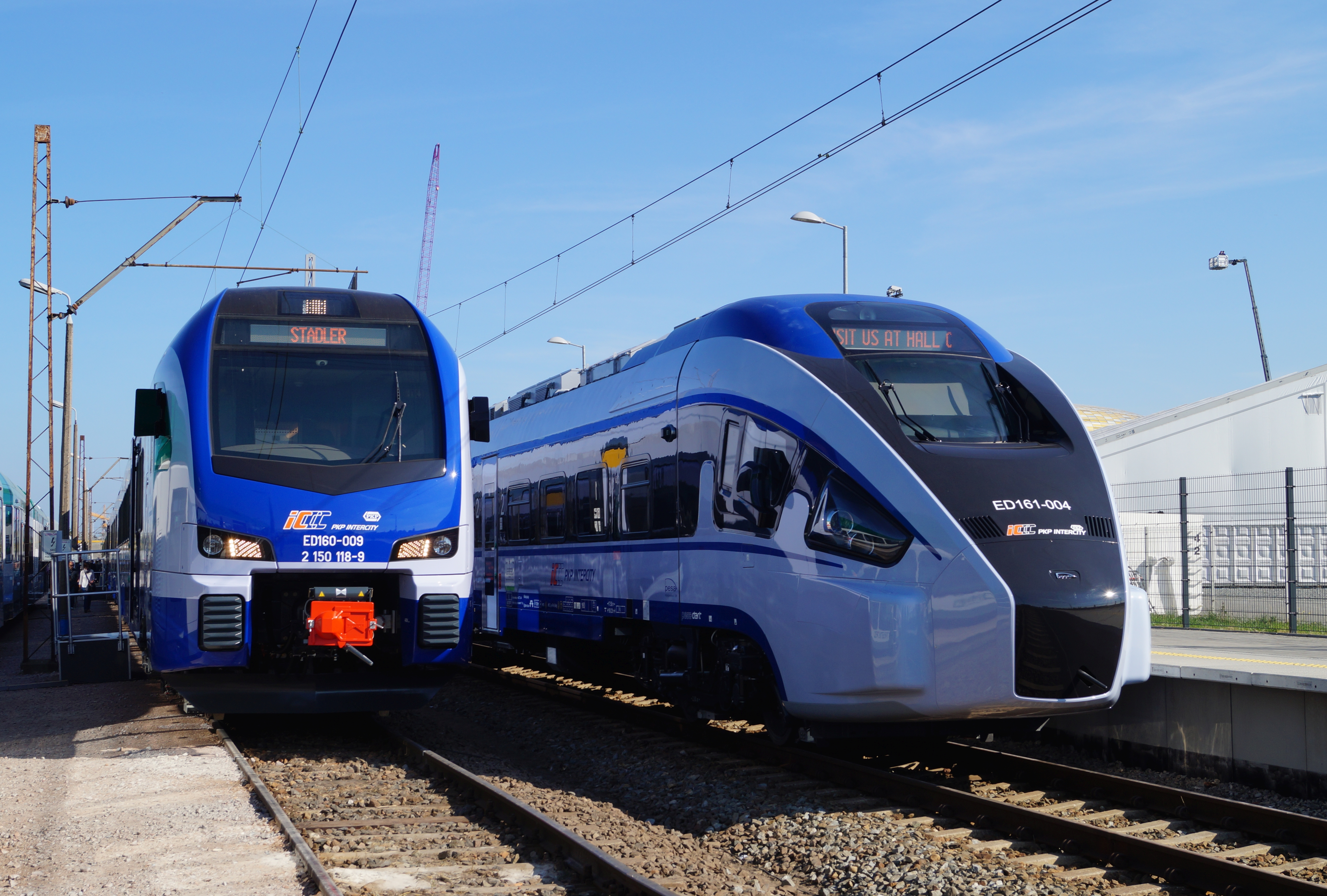
左：FLIRT（ED160形）、右：DART（ED161形） （2015年撮影）

## 編成・諸元

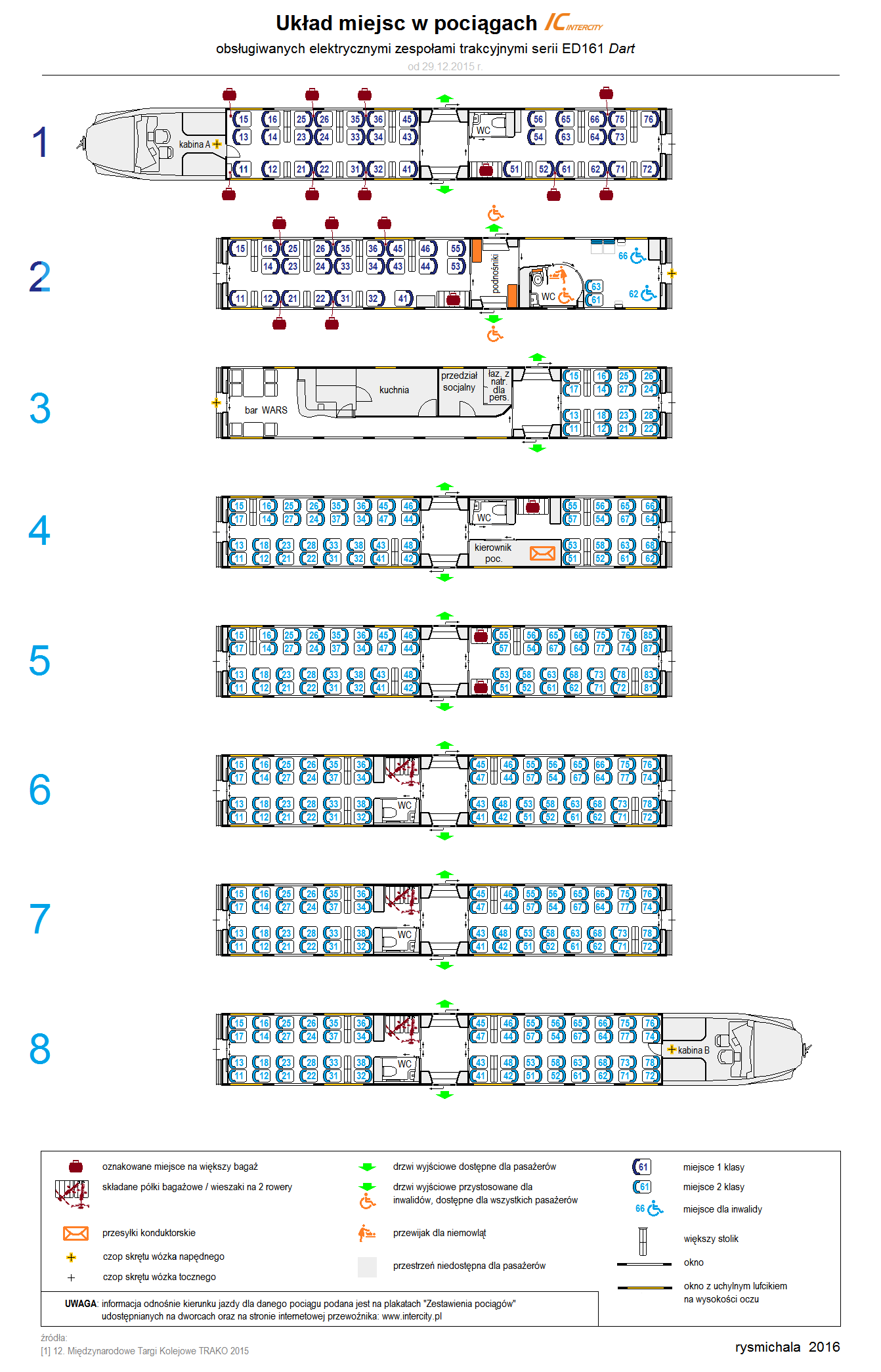
座席表

| DART（ED161形） 編成・主要諸元 | DART（ED161形） 編成・主要諸元 | DART（ED161形） 編成・主要諸元 | DART（ED161形） 編成・主要諸元 | DART（ED161形） 編成・主要諸元 | DART（ED161形） 編成・主要諸元 | DART（ED161形） 編成・主要諸元                                      | DART（ED161形） 編成・主要諸元 |
| 号車                           | 等級                           | 定員                           | 定員                           | 定員                           | トイレ                         | 参考・備考                                                          |                                |
| 号車                           | 等級                           | 1等座席                        | 2等座席                        | 折り畳み座席                   | トイレ                         | 参考・備考                                                          |                                |
| ------------------------------ | ------------------------------ | ------------------------------ | ------------------------------ | ------------------------------ | ------------------------------ | ------------------------------------------------------------------- | ------------------------------ |
| 1号車                          | 1等                            | 36人                           | －                             | －                             | ○                              | 優先席(1等座席)2人分を設置                                          |                                |
| 2号車                          | 1等・2等                       | 24人                           | 2人                            | 2人分                          | ○                              | 優先席(1等座席)5人分、車椅子スペース2人分、バリアフリートイレを設置 |                                |
| 3号車                          | 2等                            | －                             | 16人                           | －                             | ×                              | 優先席(2等座席)4人分、売店、食堂席6人分を設置                       |                                |
| 4号車                          | 2等                            | －                             | 48人                           | －                             | ○                              | 優先席(2等座席)4人分を設置                                          |                                |
| 5号車                          | 2等                            | －                             | 60人                           | －                             | ×                              | 優先席(2等座席)6人分を設置                                          |                                |
| 6号車                          | 2等                            | －                             | 56人                           | －                             | ○                              | 優先席(2等座席)6人分、自転車用スペースを設置                        |                                |
| 7号車                          | 2等                            | －                             | 56人                           | －                             | ○                              | 優先席(2等座席)6人分、自転車用スペースを設置                        |                                |
| 8号車                          | 2等                            | －                             | 56人                           | －                             | ○                              | 自転車用スペースを設置                                              |                                |